# Casa Solomon Spitzer
Casa Solomon Spitzer este o clădire istorică situată pe strada Ion Luca Caragiale nr. 4 din Timișoara.
Face parte din Situl urban „Fabric” (II), monument istoric cod LMI TM-II-s-B-06097.

## Istorie
Solomon Spitzer (în maghiară: Salamon Spitzer) a fost inițial un comerciant de articole de uz casnic, care vindea de la articole vestimentare, la lemn de foc, axându-se ulterior pe comerțul cu lemn. Acesta era de origine evreiască, fiind membru al consiliului de administrație al comunității evreiești din cartierul Fabric având origini în orașul Pecs.
Pe 18 ianuarie 1913, își transformă afacerea în societate pe acțiuni, introducându-i ca acționari pe fiii săi, Izsó și Lajos Spitzer, societatea devenind Spitzer Salmon és fiai (Solomon Spitzer și fiii).
Conform Monitorului Oficial al Timișoarei din noiembrie 1903, Solomon Spitzer obține autorizația de construcție nr. 19163/1903 în octombrie 1903, pentru adresa strada Jókai Mór, nr. 5, actuala stradă Ion Luca Caragiale, nr. 4.

## Descriere
Clădirea este construită pe parter. Pe frontonul casei este inscripționat anul 1905, anul finalizării construcției.